# Dermacentorini
Dermacentorini Banks, 1907. Одна из подтриб трибы Amblyommini Banks, 1907
Типовой род Dermacentor Koch, 1844
Все фазы имеют глаза.
Распространение всесветное. Тип подстерегания пастбищный. Цикл развития трёххозяинный, реже двух- или однохозянинный. Включает два рода — Dermacentor и Rhipicentor Nuttal et Warburton, 1908. Род Rhipicentor только в Эфиопии (два вида).
Род Dermacentor Koch, 1844 является одним из массовых среди иксодовых клещей (типовой вид — Acarus reticulatus Fabricius, 1794). В Неотропической и Австралийской областях видовой состав ограничен.
В мировой фауне выделяют 8 подродов, в Палеоарктике — 4, а в фауне бывшего СССР 3 подрода: Dermacentor (s. str.), Serdjukovia, Asiacentor.
Подрод Dermacentor Koch
Типовой вид Acarus reticulatus Fabricius, 1794. Распространение охватывает Европу и Азию до Западного Саяна, Западного Алтая, Саура и некоторых хребтов Тянь-Шаня. Тип подстерегания пастбищный. Цикл развития трёххозянинный.
Подрод Serdjukovia Dias, 1963
Типовой вид Dermacentor pomerantzevi Serdjukova, 1951. Распространение охватывает Европу и Азию до Западного Саяна, Западного Алтая, Саура и некоторых хребтов Тянь-Шаня. Тип подстерегания пастбищный. Цикл развития трёххозянинный.
Подрод Asiacentor Filippova et Panova, 1974. Типовой вид Dermacentor pavlovskyi Olenev, 1927.Распространён в Тянь-Шане, Гиссаре, Памиро-Алтае. Тип подстерегания пастбищный. Цикл развития трёххозяинный.